# Phortica varipes
Phortica varipes är en tvåvingeart som beskrevs av Oswald Duda 1926. Phortica varipes ingår i släktet Phortica och familjen daggflugor. Inga underarter finns listade i Catalogue of Life.